# Tom Davies (voetballer)
Tom Davies (Liverpool, 30 juni 1998) is een Engels voetballer die doorgaans als centrale middenvelder speelt. Hij verruilde Everton in augustus 2023 transfervrij voor Sheffield United.

## Clubcarrière
Davies speelde in de jeugdopleidingen van Tranmere Rovers en Everton. Bij laatstgenoemde club tekende hij op 30 september 2015 zijn eerste profcontract. Hij debuteerde op 16 april 2016 onder coach Roberto Martínez in de Premier League. Hij viel in een duel met Southampton na 83 minuten in voor Darron Gibson. Everton speelde 1–1 gelijk voor eigen publiek, na treffers van Ramiro Funes Mori en Sadio Mané. Onder Ronald Koeman, de opvolger van Martínez, groeide Davies uit tot een vaste waarde in het eerste elftal. Hij tekende op 15 januari 2017 voor zijn eerste doelpunt. Tegen Manchester City opende Romelu Lukaku de score en verdubbelde Kevin Mirallas de voorsprong. Elf minuten voor het einde van de wedstrijd maakte Davies de derde, waarna Ademola Lookman de eindstand besliste op 4–0. Davies verlengde in maart 2017 zijn verbintenis tot medio 2022. Zijn verdere verblijf bij Everton verliep met pieken en dalen. Waar hij in 2017/18 bijna iedere speelronde in actie kwam, had coach Marco Silva hem in 2018/19 vaker niet dan wel nodig. Daarna speelde hij onder Carlo Ancelotti twee seizoenen regelmatig, maar kostte een knieblessure in november 2021 hem zeven maanden om te herstellen. Hij was in 2022/23 voornamelijk invaller.
Davies liet Everton in augustus 2023 achter zich en tekende transfervrij bij Sheffield United. Dat was in het voorgaande seizoen gepromoveerd naar de Premier League.

## Clubstatistieken
| Seizoen | Club    | Competitie     | Competitie | Competitie | Beker | Beker | Internationaal | Internationaal | Totaal | Totaal |
| Seizoen | Club    | Competitie     | Wed.       | Dlp.       | Wed.  | Dlp.  | Wed.           | Dlp.           | Wed.   | Dlp.   |
| ------- | ------- | -------------- | ---------- | ---------- | ----- | ----- | -------------- | -------------- | ------ | ------ |
| 2015/16 | Everton | Premier League | 2          | 0          | 0     | 0     | —              | —              | 2      | 0      |
| 2016/17 | Everton | Premier League | 24         | 2          | 1     | 0     | —              | —              | 25     | 2      |
| 2017/18 | Everton | Premier League | 33         | 2          | 3     | 0     | 7              | 0              | 43     | 2      |
| 2018/19 | Everton | Premier League | 16         | 0          | 3     | 0     | —              | —              | 19     | 0      |
| 2019/20 | Everton | Premier League | 30         | 1          | 2     | 1     | —              | —              | 32     | 2      |
| 2020/21 | Everton | Premier League | 25         | 0          | 5     | 0     | —              | —              | 30     | 0      |
| 2021/22 | Everton | Premier League | 6          | 1          | 2     | 0     | —              | —              | 8      | 1      |
| 2022/23 | Everton | Premier League | 19         | 0          | 1     | 0     | —              | —              | 20     | 0      |
| Totaal  | Totaal  | Totaal         | 155        | 6          | 17    | 1     | 7              | 0              | 179    | 7      |

Bijgewerkt op 6 september 2023.

## Interlandcarrière
Davies kwam uit voor bijna alle Engelse nationale jeugdselecties vanaf Engeland –16. Hij werd op 7 oktober 2015 door Engels bondscoach Roy Hodgson uitgenodigd om mee te trainen met het Engels nationaal elftal. Zeven dagen later werd hij benoemd tot aanvoerder van Engeland –17, waarmee hij in oktober deelnam aan het WK –17 van 2015 in Chili.